# Chuck Liddell
Charles David "Chuck" Liddell (n. 17 decembrie 1969, Santa Barbara, California, SUA) este un fost luptător american de arte marțiale mixte, care a fost campion UFC la categoria semi grea într-o ocazie.
Liddell are o amplie experiență în kempo, karate, koei-kan și kickboxing precum și grappling, colegial lupte și jiu-jitsu brazilian. Liddell a terminat cariera cu cea de-a doua-cea mai mare cantitate de knockout-uri din istoria UFC, în spatele numai lui Anderson Silva. Pe 10 iulie 2009 a intrat în Hall of Fame UFC.

## Rezultate
| Rezultate profesioniste |             |              |
| 30 meciuri              | 21 victorii | 9 înfrângeri |
| Prin knockout           | 13          | 7            |
| Prin predare            | 1           | 1            |
| La puncte               | 7           | 1            |

| Rezultat   | La general | Adversar          | Metodă                                | Eveniment                                  | Data               | Runda | Timp  | Locația                                   | Note                                                                    |
| ---------- | ---------- | ----------------- | ------------------------------------- | ------------------------------------------ | ------------------ | ----- | ----- | ----------------------------------------- | ----------------------------------------------------------------------- |
| Înfrângere | 21–9       | Tito Ortiz        | KO (punch)                            | Golden Boy Promotions: Liddell vs. Ortiz 3 | 24 noiembrie 2018  | 1     | 4:24  | Inglewood, California, Statele Unite      |                                                                         |
| Înfrângere | 21–7       | Maurício Rua      | TKO (punches)                         | UFC 97                                     | 18 aprilie 2009    | 1     | 2:48  | Montreal, Quebec, Canada                  | Knockout of the Night.                                                  |
| Înfrângere | 21–6       | Rashad Evans      | KO (punch)                            | UFC 88                                     | 6 septembrie 2008  | 2     | 1:51  | Atlanta, Georgia, Statele Unite           |                                                                         |
| Victorie   | 21–5       | Wanderlei Silva   | Decizie (unanim)                      | UFC 79                                     | 29 decembrie 2007  | 3     | 5:00  | Las Vegas, Nevada, Statele Unite          | Fight of the Night; 2007 Fight of the Year.                             |
| Înfrângere | 20–5       | Keith Jardine     | Decizie (impartita)                   | UFC 76                                     | 22 septembrie 2007 | 3     | 5:00  | Anaheim, California, Statele Unite        |                                                                         |
| Înfrângere | 20–4       | Quinton Jackson   | TKO (punches)                         | UFC 71                                     | 26 mai 2007        | 1     | 1:53  | Las Vegas, Nevada, Statele Unite          | Lost the UFC Light Heavyweight Championship.                            |
| Victorie   | 20–3       | Tito Ortiz        | TKO (punches)                         | UFC 66: Liddell vs. Ortiz                  | 30 decembrie 2006  | 3     | 3:59  | Las Vegas, Nevada, Statele Unite          | Defended the UFC Light Heavyweight Championship; Fight of the Night.    |
| Victorie   | 19–3       | Renato Sobral     | TKO (punches)                         | UFC 62: Liddell vs. Sobral                 | 26 august 2006     | 1     | 1:35  | Las Vegas, Nevada, Statele Unite          | Defended the UFC Light Heavyweight Championship; Knockout of the Night. |
| Victorie   | 18–3       | Randy Couture     | KO (punches)                          | UFC 57: Liddell vs. Couture 3              | 4 februarie 2006   | 2     | 1:28  | Las Vegas, Nevada, Statele Unite          | Defended the UFC Light Heavyweight Championship.                        |
| Victorie   | 17–3       | Jeremy Horn       | KO (punches)                          | UFC 54                                     | 20 august 2005     | 4     | 2:46  | Las Vegas, Nevada, Statele Unite          | Defended the UFC Light Heavyweight Championship.                        |
| Victorie   | 16–3       | Randy Couture     | KO (punch)                            | UFC 52                                     | 16 aprilie 2005    | 1     | 2:06  | Las Vegas, Nevada, Statele Unite          | Won the UFC Light Heavyweight Championship.                             |
| Victorie   | 15–3       | Vernon White      | KO (punch)                            | UFC 49                                     | 21 august 2004     | 1     | 4:05  | Las Vegas, Nevada, Statele Unite          |                                                                         |
| Victorie   | 14–3       | Tito Ortiz        | KO (punches)                          | UFC 47                                     | 2 aprilie 2004     | 2     | 0:38  | Las Vegas, Nevada, Statele Unite          |                                                                         |
| Înfrângere | 13–3       | Quinton Jackson   | TKO (corner stoppage)                 | Pride Final Conflict 2003                  | 9 noiembrie 2003   | 2     | 3:10  | Tokyo, Japonia                            | 2003 Pride Middleweight Grand Prix Semifinals.                          |
| Victorie   | 13–2       | Alistair Overeem  | KO (punches)                          | Pride Total Elimination 2003               | 10 august 2002     | 1     | 3:09  | Saitama, Saitama, Japonia                 | 2003 Pride Middleweight Grand Prix Quarterfinals.                       |
| Înfrângere | 12–2       | Randy Couture     | TKO (punches)                         | UFC 43                                     | 6 iunie 2003       | 3     | 2:39  | Las Vegas, Nevada, Statele Unite          | For the Interim UFC Light Heavyweight Championship.                     |
| Victorie   | 12–1       | Renato Sobral     | KO (head kick)                        | UFC 40                                     | 22 noiembrie 2002  | 3     | 2:55  | Las Vegas, Nevada, Statele Unite          |                                                                         |
| Victorie   | 11–1       | Vitor Belfort     | Decizie (unanim)                      | UFC 37.5                                   | 22 iunie 2002      | 3     | 5:00  | Las Vegas, Nevada, Statele Unite          |                                                                         |
| Victorie   | 10–1       | Amar Suloev       | Decizie (unanim)                      | UFC 35                                     | 11 ianuarie 2002   | 3     | 5:00  | Uncasville, Connecticut, Statele Unite    |                                                                         |
| Victorie   | 9-1        | Murilo Bustamante | Decizie (unanim)                      | UFC 33                                     | 28 septembrie 2001 | 3     | 5:00  | Las Vegas, Nevada, Statele Unite          |                                                                         |
| Victorie   | 8–1        | Guy Mezger        | KO (punche)                           | Pride 14 - Clash of the Titans             | 27 mai 2001        | 2     | 0:21  | Kanagawa, Japonia                         |                                                                         |
| Victorie   | 7–1        | Kevin Randleman   | KO (punches)                          | UFC 31                                     | 04 mai 2001        | 1     | 1:18  | Atlantic City, New Jersey, Statele Unite  |                                                                         |
| Victorie   | 6–1        | Jeff Monson       | Decizie (unanim)                      | UFC 29                                     | 16 decembrie 2000  | 3     | 5:00  | Tokyo, Japonia                            |                                                                         |
| Victorie   | 5–1        | Steve Heath       | KO (head kick)                        | IFC WC 9                                   | 18 iulie 2000      | 2     | 5:39  | Friant, California, Statele Unite         | Won IFC World Light Heavyweight Championship.                           |
| Victorie   | 4–1        | Paul Jones        | TKO (doctor stoppage)                 | UFC 22                                     | 24 septembrie 1999 | 1     | 3:53  | Lake Charles, Louisiana, Statele Unite    |                                                                         |
| Victorie   | 3–1        | Kenneth Williams  | Predare (majoritate)                  | NG 11                                      | 31 martie 1999     | 1     | 3:35  | Los Angeles, California, Statele Unite    |                                                                         |
| Înfrângere | 2–1        | Jeremy Horn       | Predare (inverted arm triangle choke) | UFC 19                                     | 5 martie 1999      | 1     | 12:00 | Bay St. Louis, Mississippi, Statele Unite |                                                                         |
| Victorie   | 2–0        | Jose Landi-Jons   | Decizie (unanim)                      | IVC 6                                      | 23 august 1998     | 1     | 30:00 | Sao Paulo, Brazilia                       |                                                                         |
| Victorie   | 1–0        | Noe Hernandez     | Decizie (unanim)                      | UFC 17                                     | 15 mai 1998        | 1     | 12:00 | Las Vegas, Nevada, Statele Unite          |                                                                         |